# République liégeoise
18 août 1789 – 12 janvier 1791
(1 an, 4 mois et 25 jours)
Entités précédentes :
- Principauté de Liège

Entités suivantes :
- Principauté de Liège

La République liégeoise est une république née de la révolution liégeoise dans le pays de Liège en 1789 et qui disparait en 1791 à la suite de l'invasion autrichienne.

## Origines des mécontentements
Le prince-évêque François-Charles de Velbruck (1772-1784), esprit émancipé, se montre favorable aux philosophes et laisse se répandre les idées nouvelles. C'est même de la « Société libre d'Émulation », qu'il fonde en 1779 pour encourager le goût des arts, des lettres et des sciences, que sortiront certains chefs de la révolte.
Car la révolte gronde déjà. Depuis le Règlement de 1684, le pouvoir appartient au prince-évêque, aux chanoines de la cathédrale Saint-Lambert et à l'aristocratie. Le bas clergé, la petite noblesse, la bourgeoisie industrielle, les ouvriers, les paysans, ne participent donc pas à la gestion des affaires publiques. En outre, la situation du petit peuple n'est guère enviable; le chômage et la mendicité sévissent; des voix s'élèvent pour réclamer des changements politiques et davantage de justice sociale.
En 1784, c'est César-Constantin-François de Hoensbroeck qui devient prince-évêque. Hostile à toute réforme, ce souverain autoritaire attise la rébellion qui couve.
En juin 1787, Hoensbroeck envoie dans la ville thermale de Spa deux cents hommes et deux canons pour faire fermer une maison de jeu. L'événement et le long procès qui s'ensuit sont le prétexte d'un regain de contestation, et la révolution qui éclate à Paris en juillet 1789 achève d'échauffer les ardeurs.

## Révolution
Le 18 août 1789, Jean-Nicolas Bassenge et d'autres démocrates se rendent à l'hôtel de ville. Ils réclament la démission des magistrats en place et font nommer des bourgmestres populaires : Jacques-Joseph Fabry et Jean-Remy de Chestret. La citadelle de Sainte-Walburge tombe aux mains des insurgés. Hoensbroeck est ramené de sa résidence d'été de Seraing pour ratifier la nomination des nouveaux édiles et abolir le règlement tant contesté de 1684.
Mais il ne s'agit là que d'une ruse. Quelques jours plus tard, le prince s'enfuit à Trèves, en Allemagne. Le tribunal de l'Empire condamnera l'insurrection liégeoise et ordonnera le rétablissement de l'ancien régime dans la principauté de Liège.
En attendant, le caractère insurrectionnel de la révolution liégeoise est tel qu'elle aboutit à la création d'une république, deux ans avant la France.

## Textes de lois
Les États du pays de Liège préparent une Constitution dans laquelle on trouve notamment l'égalité de tous devant l'impôt, l'élection des députés par le peuple et la liberté du travail.
Une Déclaration des droits de l'homme et du citoyen de Franchimont fut également adoptée le 16 septembre 1789 au Congrès de Polleur. Largement inspirée de la Déclaration française des Droits de l'homme et du citoyen votée vingt jours plus tôt, elle contient toutefois quelques différences notables 
- Article 3 : La souveraineté réside dans le peuple (et non la nation)
- Article 10 : Tout citoyen est libre dans ses pensées et opinions (sans aucune restriction)
- L'article 17: Le sujet concernant la propriété est absent. La raison en est simple : les droits civils et individuels des liégeois, dont ceux relatifs à la propriété, sont consacrés depuis 1196 (charte d'Albert de Cuyck).

## Fin de la République

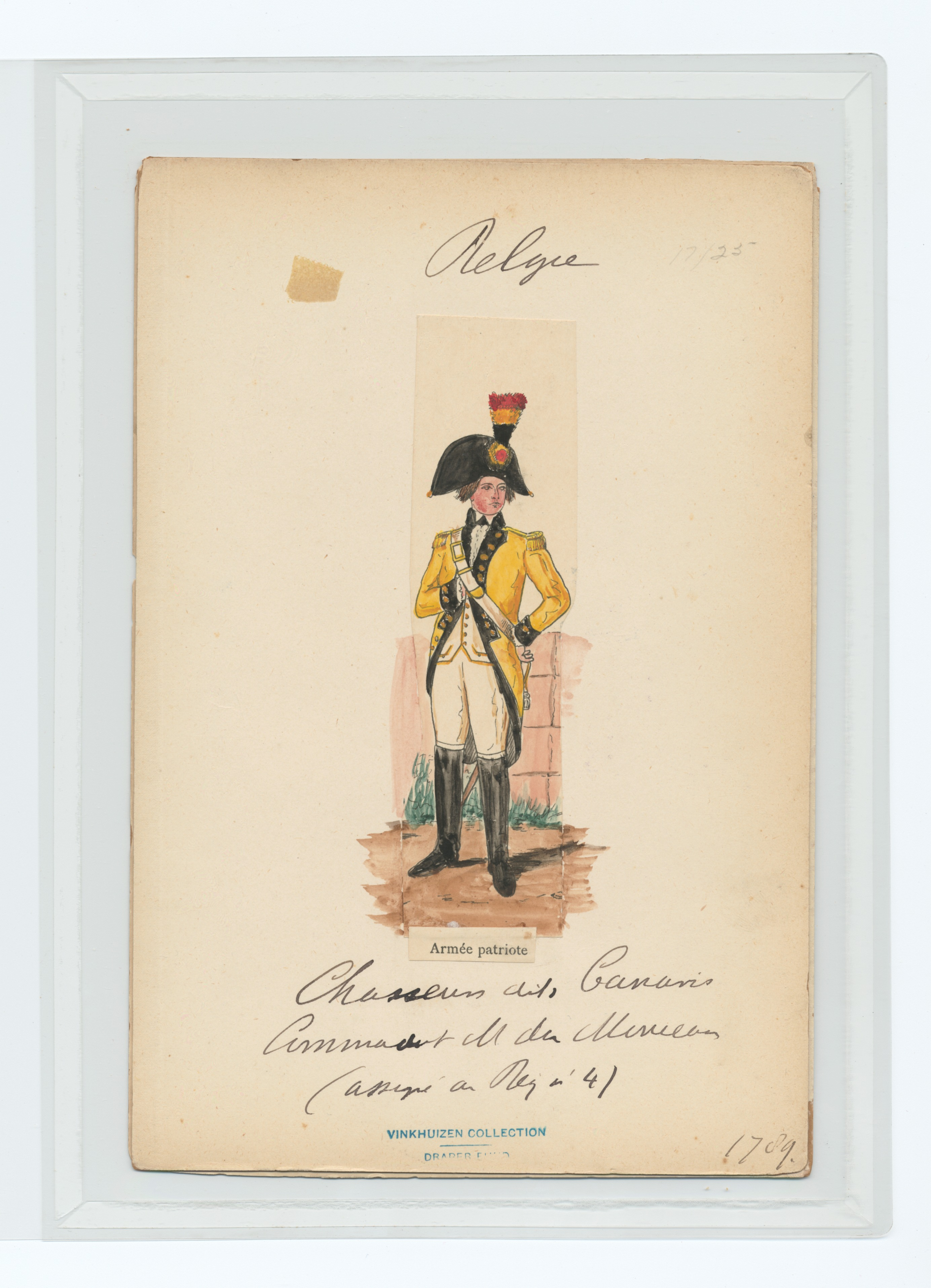
Officier républicain de l'Armée patriote, 1789.

De novembre 1789 à avril 1790, les Prussiens occupent Liège et d'autres grandes villes de la principauté, chargés d'une mission de médiation entre les révolutionnaires et le cercle de Westphalie.
Mais il est impossible de concilier les aspirations libérales du peuple liégeois et l'entêtement autoritaire de Hoensbroeck en exil. L'empereur Léopold II, après avoir repris possession des Pays-Bas, intervient pour rétablir le pouvoir épiscopal dans son intégrité.
Les volontaires liégeois, qui affrontent l'ennemi en entonnant le « Valeureux Liégeois » de l'abbé Ramoux, ne peuvent pas contenir l'armée autrichienne qui entre à Liège le 12 janvier 1791. Le prince-évêque récupère son trône et procède à de nombreuses représailles. Une grande partie des patriotes liégeois sont obligés de trouver refuge en France, leurs biens et leurs propriétés sont confisqués par le prince-évêque.
En 1792-1793, pendant la guerre franco-autrichienne, les exilés liégeois prendront leur revanche en favorisant la conquête de la Belgique par la France révolutionnaire. Les troupes impériales quittent définitivement le territoire liégeois suite à leur défaire lors de la bataille de Sprimont le 18 septembre 1793.